# Чемпионат мира по бегу по пересечённой местности 2023
Чемпионат мира по кроссу 2023 года прошёл 18 февраля в Батерсте (Австралия). Были разыграны 9 комплектов медалей: по 4 в индивидуальном и командном зачётах, а также в смешанной эстафете. На старт вышли взрослые спортсмены и юниоры до 20 лет (2004 года рождения и моложе).
Решение о проведении чемпионата в Батерсте было принято Советом ИААФ в феврале 2019 года. Изначально турнир был запланирован на 20 марта 2021 года, но из-за пандемии COVID-19 и коронавирусных ограничений в Австралии дважды переносился по просьбе оргкомитета, сначала на 19 февраля 2022 года, а затем на 18 февраля 2023 года.
Австралия принимала чемпионат мира по лёгкой атлетике (или одной из дисциплин) впервые за 27 лет: в 1996 году в Сиднее проходило первенство среди спортсменов до 20 лет.
Двухкилометровая трасса была проложена по территории внутри автодрома Mount Panorama. На каждом круге бегунов ожидал один грязевой участок, искусственное препятствие в виде лабиринта из гоночных шин и естественное в виде виноградника.
Одновременно 17—19 февраля на этой же трассе проходили забеги любителей, а также чемпионат мира по кроссу среди ветеранов (спортсменов старше 35 лет).
В соревнованиях приняли участие 388 легкоатлетов (214 мужчин и 174 женщины) из 45 стран мира. Территориальная удалённость места проведения оказала отрицательное влияние на состав участников. Количество бегунов, вышедших на старт, стало наименьшим с 1982 года. Каждая страна могла выставить одну команду в эстафете и до 6 человек в каждый из 4 индивидуальных забегов. Сильнейшие в командном первенстве определялись по сумме мест четырёх лучших участников сборной.

## Расписание
| Дата            | Время | Забег              |
| --------------- | ----- | ------------------ |
| 18 февраля 2023 | 15:30 | Смешанная эстафета |
| 18 февраля 2023 | 16:10 | Юниорки            |
| 18 февраля 2023 | 16:50 | Юниоры             |
| 18 февраля 2023 | 17:30 | Женщины            |
| 18 февраля 2023 | 18:10 | Мужчины            |

Время местное (UTC+11:00)

## Итоги соревнований
Соревнования прошли в жаркую и солнечную погоду (+35 градусов).
В Батерсте продолжилось доминирование легкоатлетов из Восточной Африки, характерное для чемпионатов мира по кроссу. Большинство медалей (24 из 27) разыграли представители Кении, Эфиопии и Уганды. Остальному миру достались только 3 награды: третье место заняли две юниорские сборные США в командном первенстве и эстафетная четвёрка из Австралии. В четырёх индивидуальных забегах в десятку сильнейших смогли попасть лишь 2 бегуна не из Кении, Эфиопии или Уганды. Среди мужчин 8-е место занял Родриг Квизера из Бурунди (ещё одной восточноафриканской страны), а у юниорок до 20 лет десятой финишировала Элли Ши из США.
Забег юниоров спустя 12 лет вновь выиграл представитель Кении. Чемпионом 2023 года стал Ишмаэль Кипкуруи, а предыдущим победителем в этой возрастной категории среди его соотечественников был Джеффри Камворор в 2011 году.
Предстартовым фаворитом женского забега считалась действующая чемпионка и рекордсменка мира в беге на 10 000 метров Летесенбет Гидей. На заключительном круге ей удалось создать небольшой отрыв от преследователей, но за считанные метры до финиша Беатрис Чебет смогла опередить эфиопку. Гидей, пропустив соперницу, упала и потеряла не только победу, но и призовое место. Подняться на ноги и закончить дистанцию ей помог выбежавший на трассу болельщик, вследствие чего спортсменка была дисквалифицирована за использование посторонней помощи. Победительница Беатрис Чебет на прошлом чемпионате была первой среди спортсменок до 20 лет, а серебряный призёр Циге Гебреселама в том же забеге юниорок финишировала третьей.
Бегуны из Уганды во второй раз подряд нарушили гегемонию Кении и Эфиопии в мужском забеге. Джошуа Чептегеи не смог защитить чемпионский титул, но завоевал бронзовую медаль, а его соотечественник Джейкоб Киплимо, напротив, после второго места в 2019 году взял золото в 2023-м. Дополнил тройку Бериху Арегави из Эфиопии, ставший вторым. Двукратный чемпион мира по кроссу Джеффри Камворор финишировал четвёртым.

## Результаты

### Мужчины. 10,025 км
| Место | Атлет             | Страна  | Время (м.с) |
| ----- | ----------------- | ------- | ----------- |
| 1     | Джейкоб Киплимо   | Уганда  | 29.17       |
| 2     | Бериху Арегави    | Эфиопия | 29.26       |
| 3     | Джошуа Чептегеи   | Уганда  | 29.37       |
| 4     | Джеффри Камворор  | Кения   | 29.37       |
| 5     | Кибивотт Кэнди    | Кения   | 29.57       |
| 6     | Дэниел Эбеньо     | Кения   | 30.01       |
| 7     | Сабастьян Сауэ    | Кения   | 30.04       |
| 8     | Родриг Квизера    | Бурунди | 30.06       |
| 9     | Хайлемариам Амаре | Эфиопия | 30.10       |
| 10    | Могос Туемай      | Эфиопия | 30.11       |
| 11    | Чимдесса Дебеле   | Эфиопия | 30.13       |
| 12    | Селемон Барега    | Эфиопия | 30.16       |

| Место | Команда | Очки |
| ----- | --- | ---- |
| 1     | Кения · Джеффри Камворор · Кибивотт Кэнди · Дэниел Эбеньо · Сабастьян Сауэ · Николас Кипкорир · Эммануэль Кипруто | 22   |
| 2     | Эфиопия · Бериху Арегави · Хайлемариам Амаре · Могос Туемай · Чимдесса Дебеле · Селемон Барега · Гетанех Молла    | 32   |
| 3     | Уганда · Джейкоб Киплимо · Джошуа Чептегеи · Роджерс Кибет · Мартин Кипротич · Исаак Кибет · Самуэль Кибет        | 37   |
| 4     | Австралия | 116  |
| 5     | ЮАР | 118  |
| 6     | США | 134  |
| 7     | Испания | 137  |
| 8     | Танзания | 182  |

Курсивом выделены участники, чей результат не пошёл в зачёт команды

### Женщины. 10,025 км
| Место | Атлет            | Страна  | Время (м.с) |
| ----- | ---------------- | ------- | ----------- |
| 1     | Беатрис Чебет    | Кения   | 33.48       |
| 2     | Циге Гебреселама | Эфиопия | 33.56       |
| 3     | Агнес Нгетич     | Кения   | 34.00       |
| 4     | Грейс Навовуна   | Кения   | 34.13       |
| 5     | Фотьен Тесфай    | Эфиопия | 34.30       |
| 6     | Хави Фейса       | Эфиопия | 34.36       |
| 7     | Приска Чесанг    | Уганда  | 34.42       |
| 8     | Эдина Джебиток   | Кения   | 34.45       |
| 9     | Эмили Чебет      | Кения   | 34.49       |
| 10    | Стелла Чесанг    | Уганда  | 34.58       |
| 11    | Дорин Чесанг     | Уганда  | 35.01       |
| 12    | Гете Алемайеху   | Эфиопия | 35.04       |

| Место | Команда                                                                                                   | Очки |
| ----- | --- | ---- |
| 1     | Кения · Беатрис Чебет · Агнес Нгетич · Грейс Навовуна · Эдина Джебиток · Эмили Чебет · Синтия Чепнгено    | 16   |
| 2     | Эфиопия · Циге Гебреселама · Фотьен Тесфай · Хави Фейса · Гете Алемайеху · Веде Кефале · Летесенбет Гидей | 25   |
| 3     | Уганда · Приска Чесанг · Стелла Чесанг · Дорин Чесанг · Аннет Челангат · Риспа Чероп · Мерсилин Челангат  | 41   |
| 4     | Австралия                                                                                                 | 92   |
| 5     | США | 103  |
| 6     | Великобритания                                                                                            | 137  |
| 7     | ЮАР | 144  |
| 8     | Канада | 152  |

Курсивом выделены участницы, чей результат не пошёл в зачёт команды

### Юниоры (до 20 лет). 8,082 км
| Место | Атлет              | Страна  | Время (м.с) |
| ----- | ------------------ | ------- | ----------- |
| 1     | Ишмаэль Кипкуруи   | Кения   | 24.29       |
| 2     | Рейнольд Черуйот   | Кения   | 24.30       |
| 3     | Боки Дириба        | Эфиопия | 24.31       |
| 4     | Дэн Кибет          | Уганда  | 24.36       |
| 5     | Берекет Зелеке     | Эфиопия | 24.51       |
| 6     | Кенет Кипроп       | Уганда  | 24.52       |
| 7     | Абель Бекеле       | Эфиопия | 24.52       |
| 8     | Берекет Нега       | Эфиопия | 25.10       |
| 9     | Деннис Мутуку      | Кения   | 25.13       |
| 10    | Даниэль Киньянджуи | Кения   | 25.17       |
| 11    | Хоси Чемутаи       | Уганда  | 25.24       |
| 12    | Чарльз Ротич       | Кения   | 25.24       |

| Место | Команда | Очки |
| ----- | --- | ---- |
| 1     | Кения · Ишмаэль Кипкуруи · Рейнольд Черуйот · Деннис Мутуку · Даниэль Киньянджуи · Чарльз Ротич · Деннис Кипкуруи | 22   |
| 2     | Эфиопия · Боки Дириба · Берекет Зелеке · Абель Бекеле · Берекет Нега · Кума Гирма · Йисмав Диллу                  | 23   |
| 3     | США · Эмилио Янг · Марко Лэнгон · Макс Саннес · Коул Матисон · Майка Уилсон · Эван Дженкинс                       | 81   |
| 4     | ЮАР | 115  |
| 5     | Великобритания | 120  |
| 6     | Австралия | 122  |
| 7     | Марокко | 151  |
| 8     | Испания | 163  |

Курсивом выделены участники, чей результат не пошёл в зачёт команды

### Юниорки (до 20 лет). 6,139 км
| Место | Атлет            | Страна  | Время (м.с) |
| ----- | ---------------- | ------- | ----------- |
| 1     | Сенайет Гетачев  | Эфиопия | 20.53       |
| 2     | Медина Эйса      | Эфиопия | 21.00       |
| 3     | Памела Косгеи    | Кения   | 21.01       |
| 4     | Фейт Черотич     | Кения   | 21.10       |
| 5     | Лемлем Нибрет    | Эфиопия | 21.16       |
| 6     | Джойлин Чепкемои | Кения   | 21.17       |
| 7     | Месерет Ешанех   | Эфиопия | 21.27       |
| 8     | Тинебеб Асрес    | Эфиопия | 21.32       |
| 9     | Диана Чепкемои   | Кения   | 21.46       |
| 10    | Элли Ши          | США     | 21.48       |
| 11    | Мелкнат Вуду     | Эфиопия | 21.57       |
| 12    | Ирен Риггз       | США     | 22.03       |

| Место | Команда                                                                                                 | Очки |
| ----- | --- | ---- |
| 1     | Эфиопия · Сенайет Гетачев · Медина Эйса · Лемлем Нибрет · Месерет Ешанех · Тинебеб Асрес · Мелкнат Вуду | 15   |
| 2     | Кения · Памела Косгеи · Фейт Черотич · Джойлин Чепкемои · Диана Чепкемои                                | 22   |
| 3     | США · Элли Ши · Ирен Риггз · Кэрри Балога · Зариэль Маккья · Ева Клингбейл · Элли Зиланд                | 54   |
| 4     | Уганда                                                                                                  | 75   |
| 5     | Япония                                                                                                  | 76   |
| 6     | Великобритания                                                                                          | 120  |
| 7     | Испания                                                                                                 | 122  |
| 8     | ЮАР | 173  |

Курсивом выделены участницы, чей результат не пошёл в зачёт команды

### Смешанная эстафета 4×2 км
| Место | Команда                                                                                   | Время (м.с) |
| ----- | ----------------------------------------------------------------------------------------- | ----------- |
| 1     | Кения · Эммануэл Ваньоньи (м) · Мирриам Чероп (ж) · Кьюмбе Мунгути (м) · Бренда Чебет (ж) | 23.14       |
| 2     | Эфиопия · Адехена Касайе (м) · Хави Абера (ж) · Гетнет Вале (м) · Бирке Хайлом (ж)        | 23.21       |
| 3     | Австралия · Оливер Хоар (м) · Джессика Халл (ж) · Стюарт Максвейн (м) · Эбби Колдуэлл (ж) | 23.26       |
| 4     | ЮАР                                                                                       | 23.50       |
| 5     | США                                                                                       | 24.32       |
| 6     | Великобритания                                                                            | 24.39       |
| 7     | Марокко                                                                                   | 24.48       |
| 8     | Канада                                                                                    | 24.55       |

## Медальный зачёт
Медали завоевали представители 5 стран-участниц.
 Принимающая страна
| Место | Страна    | Золото | Серебро | Бронза | Всего |
| ----- | --------- | ------ | ------- | ------ | ----- |
| 1     | Кения     | 6      | 2       | 2      | 10    |
| 2     | Эфиопия   | 2      | 7       | 1      | 10    |
| 3     | Уганда    | 1      | 0       | 3      | 4     |
| 4     | США       | 0      | 0       | 2      | 2     |
| 5     | Австралия | 0      | 0       | 1      | 1     |
| Всего | Всего     | 9      | 9       | 9      | 27    |